# Korn shell
Korn shell (ksh) – jedna z powłok uniksowych. Została stworzona przez Davida Korna z AT&T Bell Laboratories w połowie lat osiemdziesiątych. Powłoka ksh jest całkowicie kompatybilna wstecz z powłoką sh, zawiera także wiele elementów z powłoki csh – takich jak historia wpisanych komend.
ksh zawiera wbudowany system obliczania wyrażeń arytmetycznych oraz zaawansowane funkcje skryptów podobne do tych używanych w bardziej zaawansowanych językach programowania, takich jak awk, sed i perl.
W zamierzeniu, powłoka ksh ma spełniać wymogi standardu Shell Language Standard (POSIX 1003.2 „Shell and Utilities Language Committee”).
KornShell jest sprzedawany – w postaci kodu źródłowego oraz plików binarnych – przez AT&T i Novell oraz przez inne firmy poza granicami USA.
pdksh jest implementacją ksh na licencji public domain.